# Roxana García
Roxana García (1 de septiembre de 1977) es una deportista puertorriqueña que compitió en judo.
Ganó una medalla de plata en los Juegos Panamericanos de 1999 y dos medallas de bronce en el Campeonato Panamericano de Judo, en los años 2000 y 2002.

## Palmarés internacional
| Juegos Panamericanos    | Juegos Panamericanos            | Juegos Panamericanos | Juegos Panamericanos |
| Año                     | Lugar                           | Medalla              | Categoría            |
| ----------------------- | ------------------------------- | -------------------- | -------------------- |
| 1999                    | Winnipeg (Canadá)               | Medalla de plata     | –57 kg               |
| Campeonato Panamericano |                                 |                      |                      |
| Año                     | Lugar                           | Medalla              | Categoría            |
| 2000                    | Orlando (Estados Unidos)        | Medalla de bronce    | –57 kg               |
| 2002                    | Santo Domingo (Rep. Dominicana) | Medalla de bronce    | –63 kg               |